# Rytų skirstomieji tinklai
Rytų skirstomieji tinklai (Риту́ скирстоме́йи тинкла́й — «Восточные распределительные сети») — литовская компания, осуществлявшая свою деятельность в электроэнергетическом секторе экономики Литвы, упразднённая в результате слияния с компанией «VST» и образовавшими АО «LESTO».
Главный офис компании был расположен в Вильнюсе.

## Деятельность
В 2005 году оборот компании составил 247,6 евро.